# Schizosaccharomyces pombe
Schizosaccharomyces pombe is een splijtingsgist die behoort tot de orde Schizosaccharomycetales van de ascomyceten. De gist leeft van suikerhoudende uitscheidingsstoffen van planten. De gist komt voornamelijk voor in de haploïde vorm in de G2-fase van de celcyclus.
Schizosaccharomyces pombe wordt gebruikt bij het traditioneel brouwen van bier en als modelorganisme bij de moleculaire biologie en de celbiologie.
De gistcel is staafvormig en 3 -4 µm breed en 7 - 14 µm lang. Het genoom heeft drie chromosomen en is ongeveer 14,1 miljoen basenparen groot, heeft 4970 eiwitcoderende genen en ten minste 450 nietcoderende RNA 's. Er zijn ongeveer 4.970 open leesramen. Van Schizosaccharomyces pombe zijn ongeveer 160 natuurlijke stammen geïsoleerd. De meeste stammen zijn geïsoleerd uit appels, druiven en alcohol houdende dranken zoals het Braziliaanse Cachaça. De gist komt ook voor in de gefermenteerde thee komboecha..
De vegetatieve cellen zijn cilindrisch, groeien aan de top en vermeerderen zich ongeslachtelijk door een enkelvoudige celdeling (binaire deling), waarbij twee even grote dochtercellen ontstaan.
Door voedselgebrek begint de geslachtelijke voortplanting met de versmelting van twee vegetatieve cellen tot een ascus. Er wordt geen ascocarp of weefsel tussen de asci gevormd. Na de versmelting van twee vegetatieve cellen volgt karyogamie en meiose. De vier celkernen delen zich nog een keer, waardoor er vier ascosporen gevormd worden.

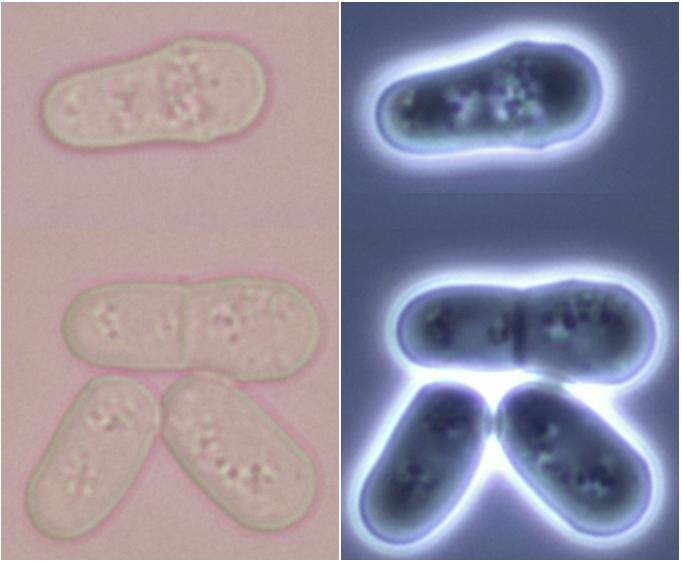
Celdelingstadia bij vegetatieve vermeerdering van Schizosaccharomyces pombe

## Geschiedenis
Schizosaccharomyces pombe werd voor het eerst geïsoleerd door Paul Lindner uit Oost-Afrikaans gierstbier. Pombe is het Swahilisch woord voor bier. In de jaren 1950 werd door Urs Leupold begonnen met experimenteel onderzoek aan de genetische achtergronden van de gist. Murdoch Mitchison bestudeerde de celcyclus.
In 2002 werd het gesequencde genoom van Schizosaccharomyces pombe gepubliceerd.
In 2006 werd het proteoom gepubliceerd. De open reading frames werden gelokaliseerd met behulp van het groen fluorescent proteïne.